# Georges de Bourguignon
Georges de Bourguignon   (Woluwe-Saint-Lambert, 25 de febrer de 1910 - Kraainem, 31 de desembre de 1989) va ser un tirador d'esgrima belga, especialista en floret i sabre, que va competir durant les dècades de 1930, 1940 i 1950.
Durant la seva carrera esportiva va prendre part en quatre edicions dels Jocs Olímpics d'Estiu: el 1932, 1936, 1948 i 1952. El millor resultat el va obtenir als Jocs de Londres de 1948, on va guanyar la medalla de bronze en la prova de floret per equips i fou quart en la de sabre per equips.
En el seu palmarès també destaquen tres medalles al Campionat del Món d'esgrima, dues de plata i una de bronze, entre les edicions de 1930 i 1947.